# نظام تنفيذ البرامج
نظام تنفيذ البرامج هو البرنامج المصمم لتيسير تنفيذ برامج الحاسوب المكتوبة بلغة من لغات برمجة. فمثلا نظام تنفيذ جافا هو نظام تشغيل المتضمن لكامل اللوازم لتنفيذ البرامج المكتوبة بلغة جافا والتصرف فيها. وأما وقت التنفيذ فهو زمن عمل البرنامج خلافا للأوقات الأخرى كوقت تحويل الكتابة إلى برنامج.